# Specioso (praefectus urbi)
Specioso (in latino: Speciosus; fl. 493-496) è stato un politico romano durante il regno di Teodorico il Grande.

## Biografia
Probabilmente imparentato con Speciosa e quindi con Olibrio, è indicato come console del 496 assieme a Flavio Paolo dai soli Fasti Augustani. Fu probabilmente nominato console da Teodorico ma non riconosciuto dall'imperatore d'Oriente Anastasio I e successivamente eliminato dai documenti occidentali, forse quando Teodorico tentò un riavvicinamento con Anastasio.
È attestato in una tavoletta in bronzo come patricius e praefectus urbi di Roma per la terza volta; è probabile che questo ufficio fu retto tra il 493 e il 496, anno del suo consolato.